# Nagybaracska
Nagybaracska (kroatiska: Baračka) är en ort (by) i provinsen Bács-Kiskun i södra Ungern. Orten har 1 981 invånare (2024), på en yta av 37,95 km². Den ligger cirka 15,5 kilometer söder om Baja.